# میکروسکوپ

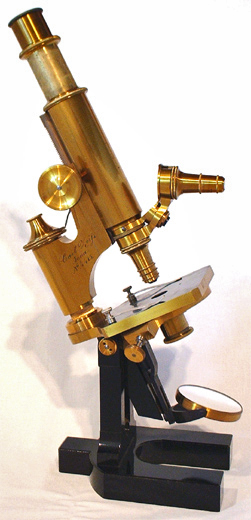
یک نمونه میکروسکوپ نوری عبوری ساخت Carl Zeiss Jena در سال ۱۸۷۹

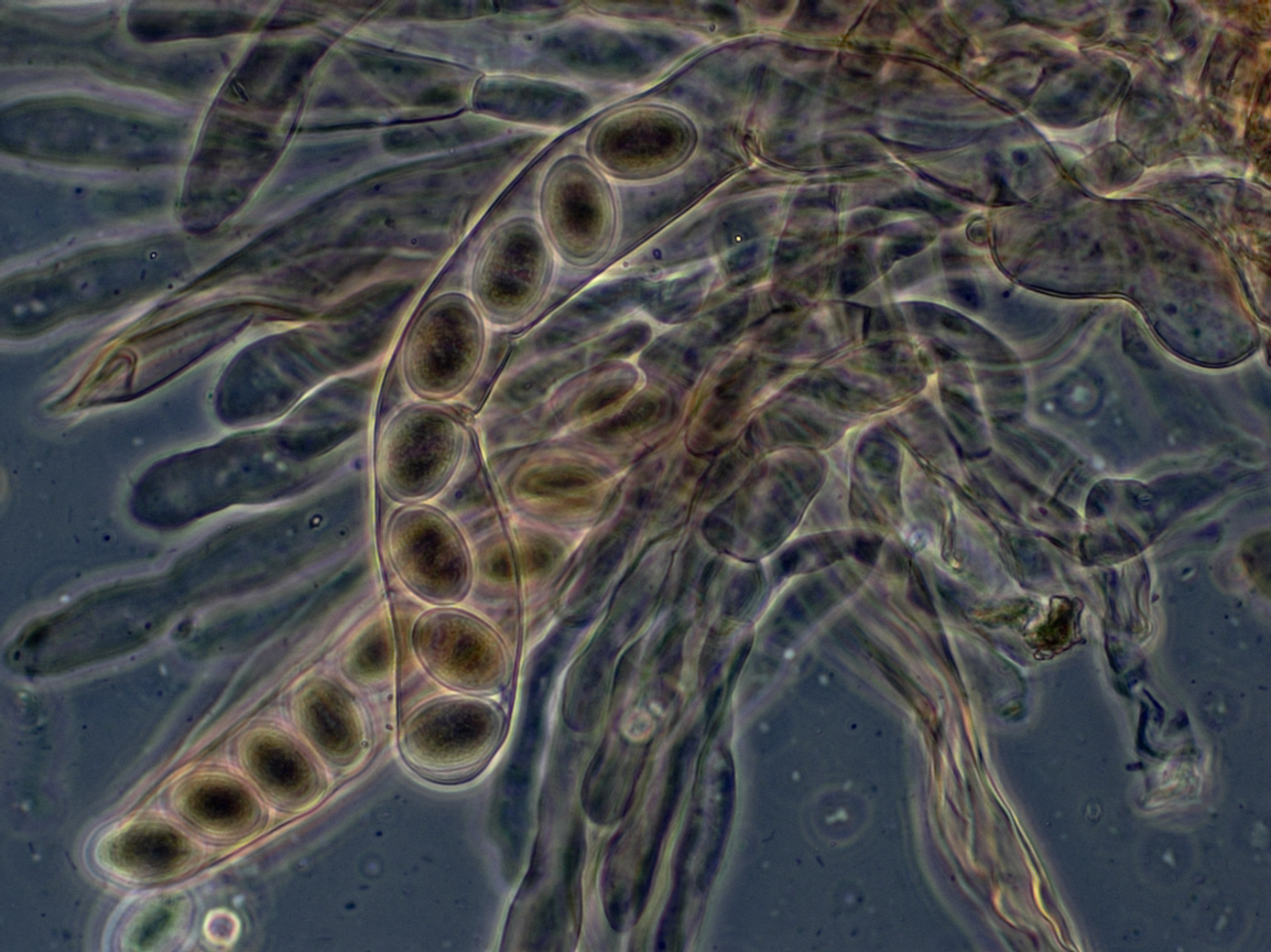

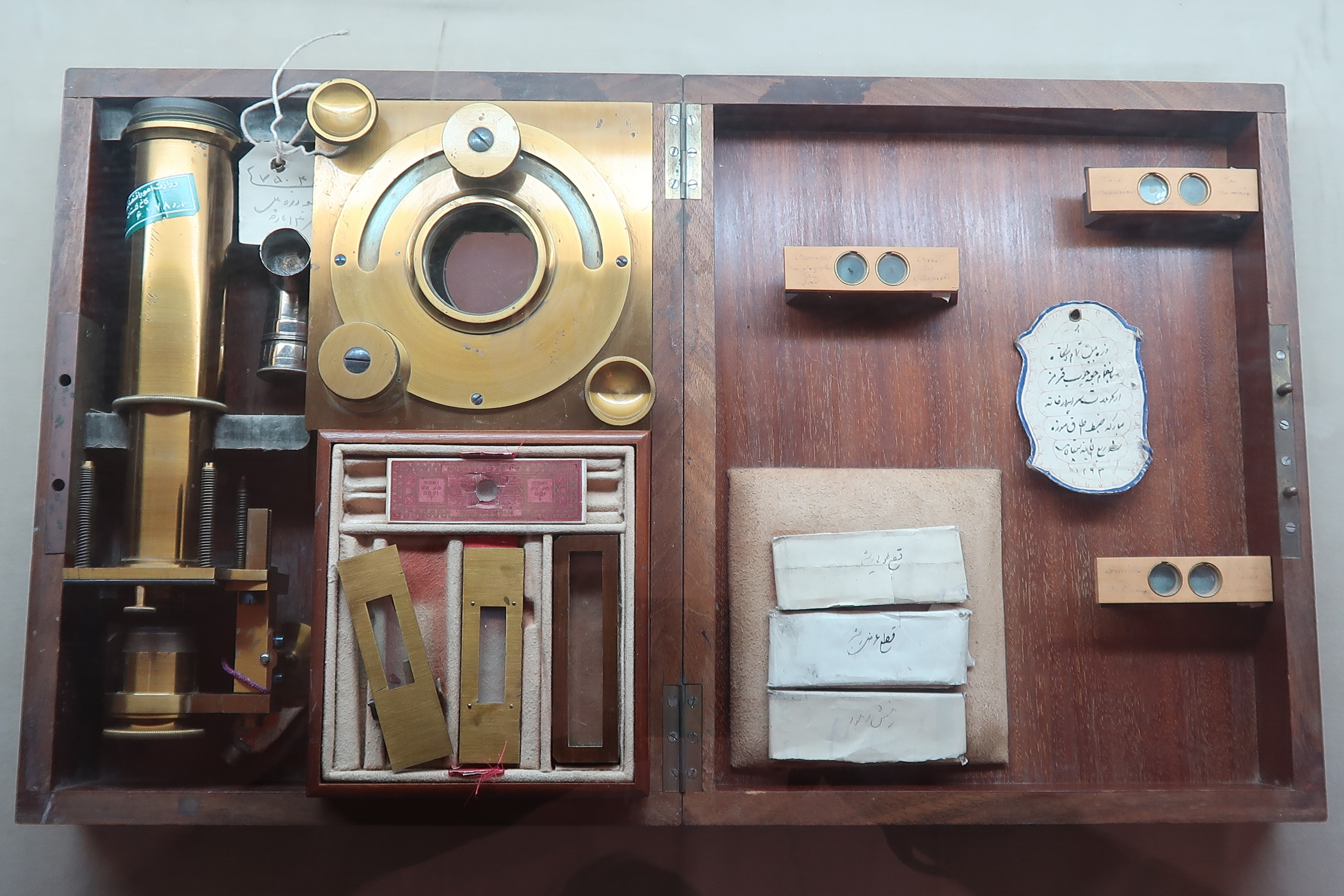
میکرسوکوپ ناصر الدین شاه قاجار

ریزبینیا میکروسکوپ(به آلمانی: mikroskop) دستگاهی برای دیدن اشیای خیلی کوچک است که با چشم غیرمسلح دیده نمی‌شوند.
انواع مختلفی میکروسکوپ وجود دارد؛ در میکروسکوپ نوری یا معمولی، نمونه در اثر تابش نور قابل دیدن می‌شود، درحالی که در میکروسکوپ الکترونی، از تابش الکترونها در خلاء (به جای تابش نور) برای ثبت تصویر استفاده می‌شود.

## تاریخچه
گرچه اشیاء شبیه به عدسی‌ها قدمتی ۴۰۰۰ ساله دارند و روایت‌های یونانی از خواص نوری کره‌های پر از آب (قرن ۵ پیش از میلاد) و به دنبال آن قرن‌ها نوشته در مورد اپتیک وجود دارد، اما اولین استفاده شناخته شده از میکروسکوپ‌های ساده (ذره‌بین) به استفاده گسترده از عدسی‌ها در عینک در قرن ۱۳ برمی‌گردد. اولین نمونه‌های شناخته شده از میکروسکوپ‌های مرکب، که یک عدسی شیئی در نزدیکی نمونه را با یک چشمی برای مشاهده یک تصویر واقعی ترکیب می‌کنند، حدود سال ۱۶۲۰ در اروپا ظاهر شدند. مخترع آن ناشناخته است، اگرچه ادعاهای زیادی در طول سال‌ها مطرح شده است. چندین مورد حول مراکز عینک‌سازی در هلند می‌چرخند، از جمله ادعاهایی که در سال 1590 توسط  زاخاریاس یانسن (ادعای مطرح شده توسط پسرش) یا پدر زاخاریاس، هانس مارتنز، یا هر دو اختراع شده است، ادعا می‌کند که توسط همسایه و رقیب عینک‌ساز آنها، هانس لیپرشی (که برای اولین ثبت اختراع تلسکوپ در سال 1608 درخواست داد) اختراع شده است و ادعا می‌کند که توسط کورنلیس دربل، مهاجر، اختراع شده است، که گفته می‌شود در سال 1619 نسخه‌ای از آن را در لندن داشته است. به نظر می‌رسد گالیله گالیله (که گاهی اوقات به عنوان مخترع میکروسکوپ مرکب نیز ذکر می‌شود) پس از سال 1610 دریافت که می‌تواند تلسکوپ خود را برای مشاهده اشیاء کوچک فوکوس کند و پس از دیدن میکروسکوپ مرکب ساخته شده توسط دربل که در سال 1624 در رم به نمایش گذاشته شد، نسخه بهبود یافته خود را ساخت. جیووانی فابر نام میکروسکوپ را برای میکروسکوپ مرکبی که گالیله در سال 1625 به آکادمیا دی لینچی ارائه داد، ابداع کرد  (گالیله آن را اوکیولینو «چشم کوچک» نامیده بود). رنه دکارت (Dioptrique، 1637) میکروسکوپ‌هایی را توصیف می‌کند که در آن‌ها از یک آینه مقعر، با تقعر آن به سمت جسم، همراه با یک عدسی، برای روشن کردن جسم استفاده می‌شود، که بر روی نقطه‌ای نصب شده است که آن را در کانون آینه ثابت می‌کند .
در طول سده هجدهم میکروسکوپ در گروه ابزارهای سرگرمی به‌شمار می‌آمد. اولین میکروسکوپ علمی را ۴۰۰ سال پیش رابرت هوک ساخت وبا ان توانست قطعه ای از چوب پنبه را با دقت ببیند. اصطلاح سلول به معنای اتاق کوچک است و رابرت هوک برای حفره‌های چوب پنبه به کار برد. پس از ان میکروسکوپ دیگری ساخته شد که با ان توانستند موجودات ریز درون اب را ببینند. با پژوهش‌های بیشتر پیشرفتهای چشمگیری در شیوه ساختن عدسی شیئی به‌دست آمد. به‌طوری که عدسی‌های دیگر به صورت ذره بین‌های معمولی نبودند بلکه خطاهای موجود در آن‌ها که به کجنمایی معروف هستند، رفع شده‌اند و آن‌ها می‌توانستند جزئیات یک شی را دقیقاً نشان دهند. پس از آن در طی پنجاه سال، پژوهشگران بسیاری کوشیدند تا بر کیفیت و مرغوبیت این ابزار بیفزایند. سرانجام ارنست آبه توانست پایه دانشی میزان بزرگنمایی میکروسکوپ را تعریف کند.
بدین گونه میزان بزرگنمایی سودمند آن بین ۵۰ تا ۲۰۰۰ برابر مشخص شد. البته می‌توان میکروسکوپ‌هایی با بزرگنمایی بیش از ۲۰۰۰ برابر ساخت؛ مثلاً توان عدسی چشمی را بیشتر کرد. اما توان جداسازی نور ثابت است و در نتیجه حتی بزرگنمایی بیشتر نمی‌تواند دو نقطه از یک شی را بهتر تفکیک کند. هر چه بزرگنمایی شی افزایش یابد به میزان پیچیدگی آن افزوده می‌شود. بزرگنمایی شئی در میکروسکوپ‌های پژوهشی نوین معمولاً ۳X, 6X, 10X, 12X, 40X و ۱۰۰X است. در نتیجه بزرگنمایی در این میکروسکوپ بین ۱۸ تا ۱۵۰۰ برابر است. چون بزرگنمایی میکروسکوپ نوری به علت وجود محدودیت پراش از بازه معینی فراتر نمی‌رود برای بررسی بسیاری از پدیده‌هایی که نیاز به بزرگنمایی خیلی بیشتر دارند سودمند است. بررسی‌های بسیاری صورت گرفت تا ابزار دقیق تری با بزرگنمایی بیشتر ساخته شود. نتیجه این پژوهش‌ها به ساختن میکروسکوپ الکترونی انجامید.

## انواع میکروسکوپ از نظر نوع آشکارساز
- میکروسکوپ نوری
  - میکروسکوپ نوری عبوری
  - میکروسکوپ نوری بازتابی
- میکروسکوپ‌های الکترونی
  - میکروسکوپ الکترونی روبشی
  - میکروسکوپ الکترونی عبوری
- میکروسکوپ پرآب روبشی
  - میکروسکوپ نیروی جانبی
  - میکروسکوپ نیروی اتمی
  - میکروسکوپ نیروی مغناطیسی
  - میکروسکوپ تونلی روبشی
  - میکروسکوپ میدان نزدیک نوری
  - میکروسکوپ ولتاژ پویشی

## انواع میکروسکوپ از نظر ساختمان داخلی
- میکروسکوپ ساده
- میکروسکوپ مرکب